# Klaus Staemmler
Klaus Staemmler (* 4. Juli 1921 in Bromberg (heute Bydgoszcz, Polen); † 2. November 1999 in Münster) war ein deutscher Autor und Übersetzer und Herausgeber polnischer Literatur.

## Leben
Staemmler legte 1939 am deutschen Gymnasium in Bromberg sein Abitur ab. 1945 nahm er ein Studium der Geschichte, Slawistik und der evangelischen Theologie an der Universität Göttingen auf. 1949 promovierte er zum Thema „Preußen und Livland in ihrem Verhältnis zur Krone Polens 1561–1586.“ Anschließend arbeitete er als Geschäftsführer der Vereinigung evangelischer Buchhändler und von 1959 bis 1962 für einen Verlag.
Von 1963 bis 1986 war er Dozent an der deutschen Buchhändlerschule in Frankfurt am Main.
Er hat seit den 1960er Jahren als Übersetzer zur Entdeckung bedeutender polnischer Autoren beigetragen, darunter Stanislaw Lem und Andrzej Szczypiorski.
Des Weiteren übersetzte er Werke folgender polnischer Autoren: Witold Gombrowicz, Zbigniew Herbert, Jaroslaw Iwaszkiewicz,
Ryszard Krynicki, Janusz Krasiński, Stanisław Lem, Slawomir Mrozek, Marek Nowakowski.
Staemmler lebte ab 1998 in Münster, wo er 1999 starb.

## Preise und Auszeichnungen
- 1970: Übersetzerpreis des Autorenverbandes ZAiKS[2]
- 1987: Preis der Société Européenne de Culture, Centre Polonais
- 1990: Preis des polnischen PEN-Clubs für die Übersetzung und Popularisierung polnischer Literatur
- 1993: Dr. h. c. der Adam-Mickiewicz-Universität Posen
- 1997: Preis der Stadt Münster für Europäische Poesie

## Nachlass
Ein Teil seines Nachlasses befindet sich im Deutschen Polen Institut in Darmstadt.
Staemmlers Archiv mit Zeitungsausschnitten von Artikeln über polnische Autoren, zu deutsch-polnischen Übersetzern und zu zeitgeschichtlichen und kulturellen Themen in Nachkriegspolen gehört heute zum Bestand des Herder-Instituts in Leipzig.
Die Korrespondenz von Staemmler mit Autoren und Verlegern findet sich verstreut in verschiedenen deutschen Bibliotheken, u. a. in der Handschriftenabteilung der Staatsbibliothek zu Berlin, im Literaturarchiv Sulzbach-Rosenberg, der Bibliothek der Universität Frankfurt an der Oder und im Deutschen Literaturarchiv Marbach.